# Lago Dubawnt
Il lago Dubawnt 63°06′N 101°07′W con una superficie di 3.833 km² è un grande lago situato nella regione continentale del territorio canadese del Nunavut, 350 km a sud del circolo polare artico. Il lago è posto ad un'altezza di 236 metri sul livello del mare e si caratterizza per avere un litorale ricco di piccole isole. Le sue acque si riversano in direzione nord dal fiume Dubawnt verso il lago Aberdeen, prima di raggiungere la baia di Hudson attraverso il fiume Thelon.
La vegetazione che si trova nei dintorni del lago è quella tipica della tundra sub-artica.
Il lago fu scoperto nel 1770 da Samuel Bearne, ma fu descritto solamente nel 1863 ad opera di Joseph Burr Tyrrell.